# Vilaño
Vilaño (llamada oficialmente Santiago de Vilaño) es una parroquia del municipio de Laracha, en la provincia de La Coruña, Galicia, España.

## Entidades de población
Entidades de población que forman parte de la parroquia:
- Areosa (A Areosa)
- Botica (A Botica)
- Fraga (A Fraga)
- Amboade
- Bostelo (Bustelo)
- Ferreiros
- Fragunde
- Gravido
- Formigueiro (O Formigueiro)
- Buenos Aires (Bos Aires)
- Barreira (A Barreira).
- Brañas da Viña (As Brañas da Viña).
- Fervenzas (As Fervenzas)
- Fornelos.
- Lamela (A Lamela).
- Marfulo.
- Meáns (Os Meáns).
- Montesclaros (Montes Claros).
- Panela (A Panela).
- Pazo (O Pazo).
- Quintáns.
- Rivela (Ribela).
- Sanmiro (Samiro).
- Seijo (O Seixo).
- Telleira (A Telleira).
- Viña (A Viña).
- As Brañas.
- Vilanova.
- Os Canedos.

## Demografía
| Gráfica de evolución demográfica de Vilaño entre 2000 y 2018 |
|                                                              |
| Población de derecho según el padrón municipal del INE       |